# NGC 6949
NGC 6949 é uma galáxia espiral (S?) localizada na direcção da constelação de Cepheus. Possui uma declinação de +64° 48' 12" e uma ascensão recta de 20 horas, 35 minutos e 07,0 segundos.
A galáxia NGC 6949 foi descoberta em 20 de Setembro de 1886 por Lewis A. Swift.